# Wilamowo (województwo kujawsko-pomorskie)
Wilamowo (niem. Willanowo) – osada pofolwarczna w Polsce położona w województwie kujawsko-pomorskim, w powiecie brodnickim, w gminie Bartniczka, przy trasie linii kolejowej Brodnica – Lidzbark. Osada wchodzi w skład sołectwa Grążawy.
Do 1885 r. był to folwark, liczący 3 domy i zamieszkany przez 46 osób. W tym roku został nabyty przez Powiatową Kasę Oszczędności i rozparcelowany. W 1921 r. opisywany był jako osada przynależna do wsi Ruda, zamieszkana przez 24 osoby w dwóch budynkach. W latach 1975–1998 miejscowość administracyjnie należała do województwa toruńskiego. W latach 20. XXI na teren dawnej osady można było dojechać gruntową drogą przez las, prowadzącą wokół Drwęcy, przecinającą tory kolejowe, od Tamy Brodzkiej, przez Nowy Dwór do Małego Głęboczka.